# Lupinus prunophilus
Lupinus prunophilus är en ärtväxtart som beskrevs av Marcus Eugene Jones. Lupinus prunophilus ingår i släktet lupiner, och familjen ärtväxter. Inga underarter finns listade i Catalogue of Life.